# Wahrenberg
Wahrenberg ist ein Ortsteil der Gemeinde Aland im Landkreis Stendal in Sachsen-Anhalt.

## Geographie
Das Haufendorf liegt in der Region Altmark, direkt an der Elbe im äußersten Norden des Landkreises Stendal bzw. des Bundeslandes Sachsen-Anhalt. Auf der gegenüberliegenden, nordöstlichen Elbseite liegt in circa sechs Kilometern Entfernung die brandenburgische Stadt Wittenberge. Drei Kilometer südwestlich fließt der Aland vorbei, ein Nebenfluss der Elbe.

## Geschichte

### Mittelalter bis Neuzeit
Wahrenberg ist eine der ältesten Siedlungen in der Altmark. Scherbenfunde deuten auf eine wahrscheinlich altslawische Siedlung des 9. oder 10. Jahrhunderts hin.
Im Landbuch der Mark Brandenburg von 1375 wird das Dorf als preter villam Wartenberg aufgeführt, Die Burg Wittenberge hatte hier Einnahmen. Der Historiker Peter P. Rohrlach erläutert dazu: „Der Beleg ist eindeutig Wahrenberg zuzuordnen, da im unmittelbaren Zusammenhang mit Wittenberge genannt, das sich bereits im Besitz der Gans Edlen Herren zu Putlitz befand, den späteren Besitzern des hier behandelten Ortes“. Weitere Nennungen sind 1498 to Wardenberge, 1516 to warenberghe, 1541 Warttenbergk und 1804 schließlich Wahrenberg.
Um sich vor dem Hochwasser der Elbe zu schützen, wurden viele Höfe auf künstlich angelegten Hügeln (Warften) angelegt. Albrecht 'Der Bär' siedelte im 12. Jahrhundert holländische und friesische Deichbauern an, um die Gemarkung einzudeichen. Noch im Jahr 1753 gehörte das Dorf den Freiherren zu Putlitz, deren Burg, die Ganseburg, nicht weit entfernt am Aland stand.
1818 gab es eine Schiffmühle in der Elbe.

### Herkunft des Ortsnamens
Der Name stammt von den Elbhochwasser, vor denen man sich „wahren“ und „bergen“ musste.

### Elbfähre
Seit 1865 führte die Fährmannsfamilie Schultze/Fredrich die Elbfähre zwischen Wahrenberg und Wittenberge. Mit der Verstaatlichung 1960 ging sie an die Gemeinde. 1978 ging der Fährverkehr durch die neue Elbbrücke Wittenberge stark zurück. Nachdem der letzte Fährmeister Fuhrmann 1985 in den Ruhestand gegangen war, kam der Fährbetrieb zum Erliegen.

### Eingemeindungen
Bis 1807 gehörte das Dorf zum Seehausenschen Kreis der Mark Brandenburg in der Altmark. Zwischen 1807 und 1813 lag es im Kanton Seehausen auf dem Territorium des napoleonischen Königreichs Westphalen. Ab 1816 gehörte die Gemeinde zum Kreis Osterburg, dem späteren Landkreis Osterburg.
Die Gemeinde Wahrenberg wurde am 25. Juli 1952 in den Kreis Seehausen umgegliedert. Am 21. Dezember 1973 kam die Gemeinde zum Kreis Osterburg. Am 1. Juli 1994 wurde sie dem Landkreis Stendal zugeordnet.
Am 1. September 2010 wurde Wahrenberg per Landesgesetz nach Aland eingemeindet. Vorher wurde der Ort von der Verbandsgemeinde Seehausen (Altmark) mitverwaltet, gehörte ihr aber nicht an.

### Einwohnerentwicklung
| Jahr | Einwohner |
| ---- | --------- |
| 1734 | 419       |
| 1775 | 405       |
| 1789 | 517       |
| 1798 | 689       |
| 1801 | 723       |
| 1818 | 730       |
| 1840 | 825       |
| 1864 | 889       |

| Jahr | Einwohner |
| ---- | --------- |
| 1871 | 830       |
| 1885 | 819       |
| 1892 | [00]769   |
| 1895 | 806       |
| 1900 | [00]749   |
| 1905 | 768       |
| 1910 | [00]725   |
| 1925 | 677       |

| Jahr | Einwohner |
| ---- | --------- |
| 1939 | 705       |
| 1946 | 872       |
| 1964 | 569       |
| 1971 | 553       |
| 1981 | 484       |
| 1993 | 425       |
| 2006 | 348       |
| 2011 | [00]328   |

| Jahr | Einwohner |
| ---- | --------- |
| 2012 | [00]321   |
| 2020 | [00]298   |
| 2021 | [00]295   |
| 2022 | [0]293    |
| 2023 | [0]293    |

Quelle, wenn nicht angegeben, bis 2006:

## Religion
Die evangelische Kirchengemeinde Wahrenberg, die früher zur Pfarrei Wahrenberg gehörte, ist heute ein Teil des Kirchengemeindeverbandes Beuster-Aland im Pfarrbereich Beuster des Kirchenkreises Stendal im Bischofssprengel Magdeburg der Evangelischen Kirche in Mitteldeutschland.
Die ältesten überlieferten Kirchenbücher für Wahrenberg stammen aus dem Jahre 1643.
Die katholischen Christen gehören zur Pfarrei St. Anna in Stendal im Dekanat Stendal im Bistum Magdeburg.

## Politik
Letzter ehrenamtlicher Bürgermeister der Gemeinde war Gerhard Gorzny.

### Wappen
Das Wappen wurde am 14. März 2006 durch den Landkreis genehmigt.
Blasonierung: „In Grün ein linksgewendeter silberner Storch mit schwarzer Flügeldecke und rotem Schnabel und Beinen, begleitet rechts oben und links unten von je drei goldenen Ähren.“
Die Farben des Ortes sind – abgeleitet von Hauptmotiv und Schildfarben – Silber/(Weiß) – Grün.
Das Wappen wurde vom Magdeburger Kommunalheraldiker Jörg Mantzsch gestaltet.
Die Flagge ist grün-weiß-grün (1:4:1) gestreift (Längsform: Streifen senkrecht verlaufend, Querform: Streifen waagerecht verlaufend) und mittig mit dem Ortswappen belegt.

## Kultur und Sehenswürdigkeiten

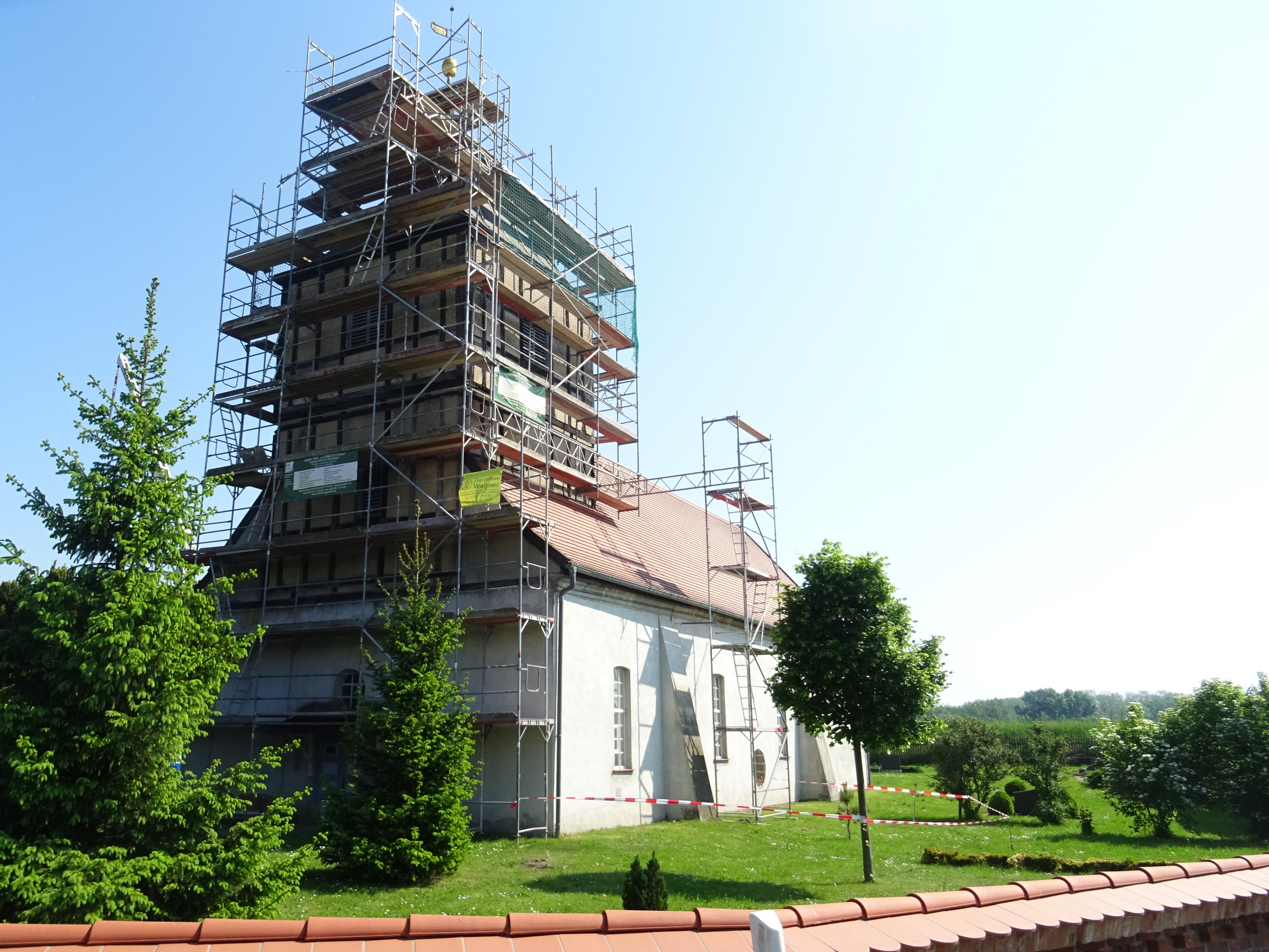
Dorfkirche Wahrenberg

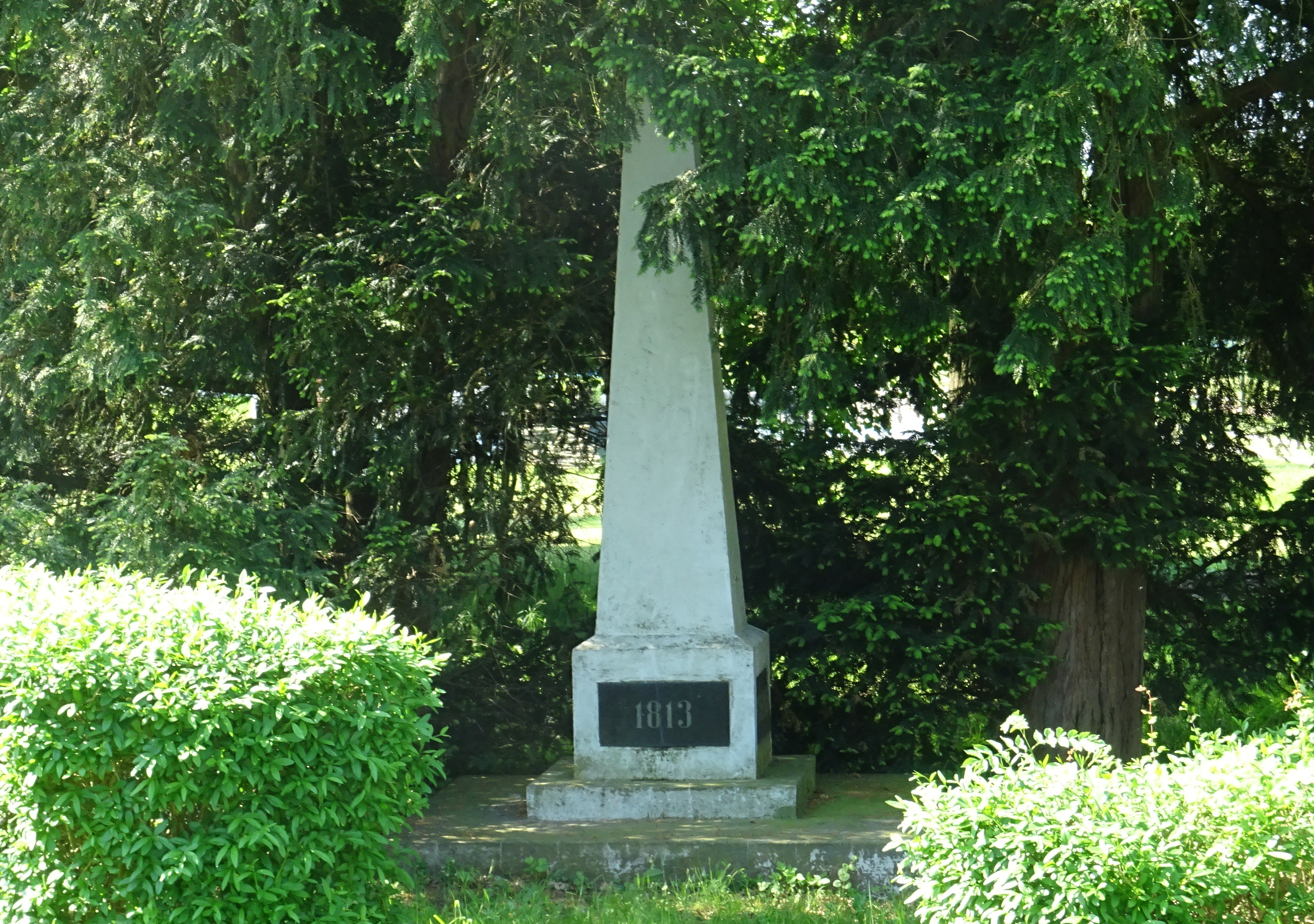
Kriegerdenkmal

- Die evangelische Dorfkirche Wahrenberg wurde im 13. Jahrhundert in der Zeit der Frühgotik errichtet. Im 18. Jahrhundert wurde sie umgebaut.[6]
- Der Ortsfriedhof ist auf dem Kirchhof.
- Grabstätte auf dem Ortsfriedhof und Gedenktafel am Gemeindebüro für den Bürgermeister Ewald Fredrich, der im April 1945 zusammen mit dem Arzt Albert Steinert versucht hatte, den Ort vor dem Beschuss und Bombardierung der Wehrmacht  zu bewahren und dafür vom Wehrmachtskommandanten von Wittenberge ermordet wurde. Ein weiteres Opfer des Kommandanten Rauterberg wurde der 17-jährige Wehrmachtssoldat Bruno Makosch, der in letzter Minute erschossen wurde.
- In Wahrenberg steht ein Denkmal für die Gefallenen der Kriege zwischen 1813 und 1871.[20]

### Vereine
Im Vereinsregister des Amtsgerichts Stendal sind sechs Vereine im Dorf aufgeführt.
- Anglerclub Wahrenberg e. V.
- Förderverein Wahrenberg e. V.
- Imkerverein Wahrenberg und Umgebung e. V.
- Seniorenclub Wahrenberg e. V.
- Separationsinteressentengemeinde Wahrenberg e. V.
- SV Wahrenberg 38 e. V.

Der Fremdenverkehrsverein Wahrenberg e. V. wurde 2011 aufgelöst.

## Leben, Wirtschaft und Infrastruktur
Das Dorfbild wird von Fachwerkbauten und Dreiseithöfen aus dem 17. und 18. Jahrhundert geprägt. Durch die immer wiederkehrenden Elbhochwässer sind die Elbauen Lebensraum für viele Tier- und Pflanzenarten. Bekannt ist die Gegend für ihren Storchenreichtum. Im März 2013 gab es in Wahrenberg 19 Storchennester.
Im etwa vier Kilometer entfernten Geestgottberg besteht Anschluss an die Bundesstraße 189 und die Regionalbahnlinie Magdeburg-Schwerin.

## Persönlichkeiten
- Ewald Fredrich (1901–1945), Bürgermeister von Wahrenberg und als Opfer der NS-Militärjustiz hingerichtet
- Bruno Krüger (1922–1983), in Wahrenberg geborener Finanzbeamter und Parteifunktionär der DDR-Blockpartei LDPD